# 何氏甕鰩
何氏甕鰩（学名：Okamejei hollandi），又名何氏鰩、何氏鯆魮、何氏奧村鰩、魴仔，为軟骨魚綱鰩目鰩科鯆魮屬下的一个种，被IUCN列為易危保育類動物，分布于西太平洋日本以及南海、东海等海域，深度67至87公尺，體長可達45公分，棲息在近海沙泥底質海域，為底棲性魚類，屬肉食性，以無脊椎動物與硬骨魚為食，卵生，幼魚可能傾向跟隨大的個體，生活習性不明。该物种的模式产地在台湾。